# Stygnocoris
Stygnocoris is een geslacht van wantsen uit de familie bodemwantsen (Lygaeidae). Het geslacht werd voor het eerst wetenschappelijk beschreven door Douglas & Scott in 1865.

## Soorten
Het genus bevat de volgende soorten:

- Stygnocoris barbieri Péricart, 1993
- Stygnocoris breviceps Wagner, 1953
- Stygnocoris cimbricus (Gredler, 1870)
- Stygnocoris faustus Horváth, 1888
- Stygnocoris fuligineus Geoffroy, 1785
- Stygnocoris hellenicus Péricart, 1996
- Stygnocoris mandibularis Montandon, 1889
- Stygnocoris matocqui Péricart, 1993
- Stygnocoris mayeti (Puton, A., 1879)
- Stygnocoris prionoides (Kolenati, F.A., 1845)
- Stygnocoris pygmaeus (Sahlberg, R.F., 1848)
- Stygnocoris rusticus (Fallén, 1807)
- Stygnocoris sabulosus (Schilling, 1829)
- Stygnocoris similis Wagner, 1953
- Stygnocoris subglaber (Puton, 1889)
- Stygnocoris truncatus (Horváth, 1893)
- Stygnocoris uyttenboogaarti Blote, H.C., 1929